# Wakułenczuk (przystanek kolejowy)
Wakułenczuk (ukr. Вакуленчук) – przystanek kolejowy w miejscowości Mychajłenky, w rejonie żytomierskim, w obwodzie żytomierskim, na Ukrainie. Położony jest na linii Koziatyn – Berdyczów – Szepetówka.
Nazwany na cześć urodzonego w pobliskiej miejscowości Hryhorija Wakułenczuka – przywódcy powstania na pancerniku Potiomkin.